# Malapterurus electricus
Malapterurus electricus es una especie de peces de la familia Malapteruridae en el orden de los Siluriformes.

## Morfología
• Los machos pueden llegar alcanzar los 122 cm de longitud total y 20 kg de peso.
- Número de  vértebras: 38-41.[3][4]

## Reproducción
Forma parejas y excava agujeros y cavidades de aproximadamente 3 m de largo y entre 1-3 m de profundidad para criar.

## Alimentación
Come durante la noche peces que aturde con descargas  eléctricas.

## Hábitat
Vive en áreas de clima tropical entre 23 °C-30 °C de temperatura.

## Distribución geográfica
Se encuentran en África entre los 35 ° N y los 30 ° S de latitud: cuenca del río Nilo (incluyendo el lago Victoria), el lago Turkana, el lago Chad, el río Senegal, la cuenca del río Níger y el África Occidental.

## Longevidad
Vive hasta los 10 años.

## Observaciones
Los  antiguos egipcios, hace 5.000 años, ya conocían esta especie y la representaban en bajorrelieves en  tumbas.